# Gongnong
För andra betydelser, se Gongnong (olika betydelser).
Gongnong är ett stadsdistrikt i Hegang i Heilongjiang-provinsen i nordöstra Kina.
1. ↑  http://www.geohive.com/cntry/CN-23_ext.aspx